# جولين لوبيت
جولين لوبيت سيينفويغوس (18 سبتمبر 2000) هو لاعب كرة قدم إسباني، يلعب كجناح أيسر لنادي RKC Waalwijk الهولندي، على سبيل الإعارة من RC Celta de Vigo.

## روابط خارجية
- جولين لوبيت على موقع قاعدة بيانات كرة القدم.إي يو (الإنجليزية)
- جولين لوبيت على موقع Soccerway.com (الإنجليزية)
- جولين لوبيت على موقع عالم كرة القدم.نت (الإنجليزية)